# Fundoaia (okręg Harghita)
Fundoaia – wieś w Rumunii, w okręgu Harghita, w gminie Sărmaș. W 2011 roku liczyła 594 mieszkańców.